# Felsentoko
Der Felsentoko (Lophoceros bradfieldi, Synonym: Tockus bradfieldi) ist eine afrikanische Vogelart, die zu den Nashornvögeln (Bucerotidae) gehört. Es werden keine Unterarten unterschieden.
Die Bestandssituation des Felsentokos wurde 2016 in der Roten Liste gefährdeter Arten der IUCN als „Least Concern (LC)“ = „nicht gefährdet“ eingestuft.

## Aussehen
Der Felsentoko ist ein mittelgroßer Vogel mit einer Körperlänge zwischen 50 und 57 Zentimeter. Sie wegen zwischen 180 und 395 Gramm. Der Geschlechtsdimorphismus ist nur gering ausgeprägt.
Die Männchen sind am Kopf und Hals grau. Ein undeutlicher hellerer Streifen beginnt oberhalb der Augen und läuft an den Halsseiten bis zum Nacken. Die Körperoberseite ist ansonsten graubraun. Die Federn der Flügel sind etwas dunkler als das übrige Körperobergefieder und weisen blasse braune Säume auf. Das dritte und vierte Paar der Steuerfedern haben eine weiße Spitze, die übrigen Schwanzfedern sind schmal weiß gesäumt. Die Körperunterseite ist ansonsten weißlich. Der Schnabel ist rotorange mit einem schmalen gelben Band an der Schnabelbasis. Der Orbitalring und die unbefiederte Kehlhaut sind dunkelgrau. Die Iris ist blass orange, die Beine und Füße sind schwarz.
Die Weibchen weisen ein dem Männchen ähnliches Körpergefieder auf. Das Schnabelhorn ist bei ihr jedoch etwas kürzer und kleiner als beim Männchen. Die nackte Kehlhaut ist bei ihr matt türkisfarben. Jungvögel gleichen den adulten Vögeln, haben aber noch kleinere und blassere Schnäbel.
Die Rufe des Felsentokos besteht aus einer Reihe von lauten, hohen „Pi-pi-pi-pi-pi-pi-pi-pihuh“ Pfiffen.

## Verwechslungsmöglichkeiten

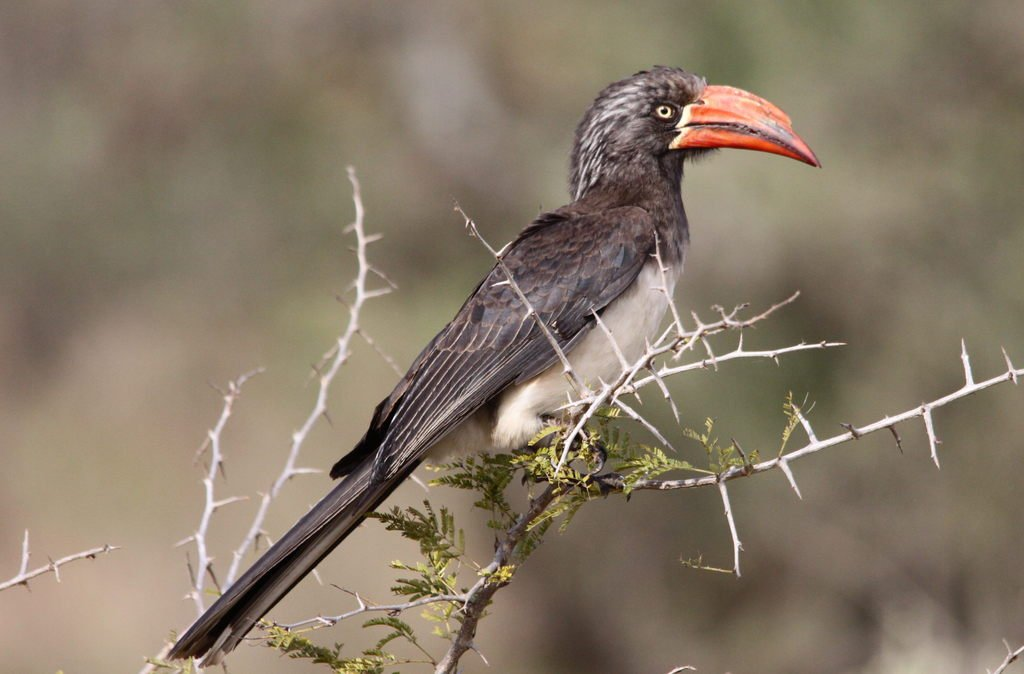
Kronentoko – er ist deutlich dunkler als der Felsentoko

In dem vergleichsweise kleinen Verbreitungsgebiet des Felsentokos kommen nur zwei Arten vor, die mit ihm verwechselt werden können. Das Verbreitungsgebiet des Kronentokos (Lophoceros albiterminatus) überlappt sich im äußersten Nordosten des Felsentoko-Verbreitungsgebietes. Der Grautoko kommt im gesamten Verbreitungsgebiet des Felsentores vor.
Der Kronentoko ist die Nashornvogelart, die dem Felsentoko am ähnlichsten ist. Er hat allerdings ein dunkel rußbraunes Gefieder und der Schnabel hat einen stärker rotfarbenen Ton. Der Grautoko ist am Bauch ebenfalls weißlich gezeichnet, jedoch ist sein Körpergefieder braungrau, der Schnabel weist keine Rot- oder Orangetöne auf.
Der entfernt ähnliche Monteiro-Tokos (Tockus monteiri) hat ein Verbreitungsgebiet, das westlich von dem des Felsentokos liegt. Er hat einen stark gebogenen Schnabel und die äußeren Schwanzfedern sind bei ihm vollständig weiß.

## Verbreitung

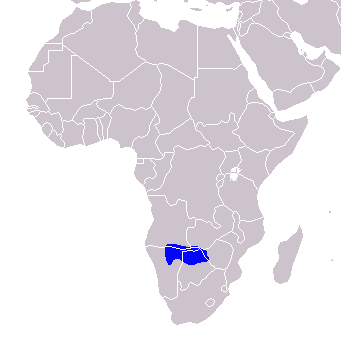
Verbreitungsgebiet des Felsentokos

Der Felsentoko ist verbreitet in Mopanewäldern und Dornbuschsavannen in Nordostnamibia, hier besonders am Waterberg, Nordbotswana, Südostangola und Ostsimbabwe.
Am Wartenberg kommt der Felsentoko besonders in gewässerlaufreichen und bewaldeten Schluchten vor. Von dort aus trinkt er in die trockene Akaziensavanne vor, um dort nach Nahrung zu suchen. Gebietsweise ist er häufig. Während der Trockenzeit von Mai bis September fällt der Felsentoko in seinem Verbreitungsgebiet besonders auf, weil er dann auch in größeren Trupps auf Nahrungssuche ist. Es wurden Trupps bestehend aus bis zu 62 Individuen gezählt.

## Lebensweise
Die Nahrung besteht aus Insekten, kleinen Reptilien, Früchten und Samen, die sie meist am Boden aufnehmen. Eine besondere Rolle in seiner Ernährung spielen Termiten.
Der Felsentoko ist ein monogam lebender Vogel und verteidigt vermutlich im größten Teil seines Verbreitungsgebietes während der sommerlichen Brutperiode ein Revier. Insgesamt ist sehr wenig über die Brutbiologie des Felsentokos bekannt. Wie bei allen Tokos ist der Felsentoko ein Höhlenbrüter, der Baumhöhlen und Felsspalten nutzt. Das Weibchen mauert sich bis zu 10 Tage vor Beginn der Eiablage in dieser Bruthöhle ein. Während sie in der Bruthöhle sitzt, durchläuft sie die Mauser. Das Männchen bringt alle anderthalb bis zwei Stunden Futter zu der Bruthöhle.
Das Männchen füttert das Weibchen, bis sie nach durchlaufener Mauser wieder aus der Bruthöhle kommt. Zu dem Zeitpunkt sind die Nestlinge halb herangewachsen. Beide Elternvögel füttern ab diesem Zeitpunkt die Nestlinge.

## Trivia
Das Artepitheton bradfieldi ehrt das südafrikanische Ehepaar R. D. Bradfield und M. Bradfield. R. D. Bradfield (1882–1949) war in Namibia nicht nur als Landwirt, sondern auch als Sammler und Naturwissenschaftler tätig. Der südafrikanische Ornithologe Austin Roberts, der Erstbeschreiber der Art, nannte diesen Toko nach dem Ehepaar, weil sie das Belegexemplar nahe ihrer Farm am Waterberg fanden und dieses ihm in Transvaal Museum sendeten.

## Einzelbelege
1. ↑  
Lophoceros bradfieldi in der Roten Liste gefährdeter Arten der IUCN 2016. Eingestellt von: Birdlife International, 2016. Abgerufen am 3. Oktober 2017.
2. 1 2  Kemp: The Hornbills - Bucerotiformes. S. 114.
3. ↑  Rufe des Felsentores auf Xeno-Canto, aufgerufen am 1. Oktober 2016
4. ↑  Kemp: The Hornbills - Bucerotiformes. S. 115.
5. 1 2 3  Kemp: The Hornbills - Bucerotiformes. S. 116.
6. ↑  Bo Beolens, Michael Watkins: Whose Bird? Men and Women Commemorated in the Common Names of Birds. Christopher Helm, London 2003, S. 205 (englisch).